# 蒙特维尔 (康涅狄格州)
蒙特维尔（英語：Montville）是美国康乃狄克州新伦敦县的一个镇。面积76.4平方公里。根据美国2010年人口普查，人口18,508人。1646年定居，1786建立。

## 历史
殖民以前，莫西干人住在蒙特维尔的地区。1646年，白人定居这地区。1786年前，蒙特维尔地区是新伦敦的。1786年，蒙特维尔有少2,000人。1850年，人口约1,800。19世纪后半，蒙特维尔工业化，1900年人口约2,400。很多加拿大人，波兰人，和俄罗斯人搬家到蒙特维尔。

## 地理
蒙特维尔里有安卡斯维尔。安卡斯维尔是一个村落，有金神賭場。

## 人口
根据美国普查局,2019年的时候，蒙特维尔有人口18,508人。其人口是由78.4%白人，5.2%黑人，1.3%美国原住民，5.8%亚洲人，0.0%太平洋岛原住民，以及5.8%混血构成。西班牙裔有7.8%人。
蒙特维尔的家庭收入中位数为$73,765。约8.5%人口在贫穷线以下。

### 唐人街
9·11事件以后，一些华人搬家从纽约到蒙特维尔。有华人在附近赌场工作。